# Broadcast Wave Format
Broadcast Wave Format (BWF) は、マイクロソフトのWAV音声ファイルフォーマットの拡張であり、映画やテレビで使われているノンリニアデジタルレコーダーの録音フォーマットとしてよく使われている。
日本では、これを拡張したBWF-Jという規格が使われている。

## 概要
1997年、欧州放送連合が仕様策定し、2001年と2003年に改定されている。
このフォーマットの目的は、各種コンピュータプラットフォームやアプリケーションでの音声データの円滑な交換を可能にするメタデータを追加することであった。従って、メタデータの形式が指定されていて、音響処理においてそれら情報を参照可能になっていて、他の記録との同期が可能である。このメタデータは標準のWAVファイルに追加された拡張チャンク（RIFF参照）に格納される。
BWF形式のファイルの拡張子は .WAV である。
本来の WAV 形式でのチャンクに加えて、次のようなチャンクが追加されている。
- BWF本来の Bext チャンク ('bext')
- iXMLチャンク ('iXML')
- クオリティチャンク ('qlty')
- MPEGオーディオ拡張チャンク ('mext')
- ピークエンベロープチャンク ('levl')
- リンクチャンク ('link')
- axmlチャンク ('axml')
- コンティニューチャンク ('cont')

## WAVとの互換性
BWFと通常のWAVとの差異は、ファイルヘッダに拡張情報（Bextチャンク、符号化履歴など）があるという点だけあり、BWFを再生するのに特別なプレイヤーは必要としない。
だが、この互換性はWAVフォーマットのサイズ制限も引きずっている（サイズは32ビットで表されるが、多くの実装では符号付きで解釈されるため、2GBが上限になっている）。これを超えるような音声データを格納する場合、2種類のチャンク（上掲の "cont" と "link"）を使って複数のファイルに音声データを分割して格納できる。このような連続ファイルの命名規則は特に存在しないが、多くのプログラムは拡張子部分に番号を入れることで一目で連続したデータであることがわかるようになっている（.wav、.w01、.w02、…、.wNN といった形式）。これらのファイルはそれぞれBWFファイルとしての形式を保っているが、再生ソフトは最初のファイルを開いたときに全体をひとまとめに扱うことが多い。
BWF互換で多チャンネルの4GB以上の大きなファイルを作成できるフォーマットとして、2006年にRF64が策定された。